# Hyposmocoma vinicolor
Hyposmocoma vinicolor  (лат.) — вид роскошных молей эндемичного гавайского рода Hyposmocoma.

## Описание
Бабочки размахом крыльев около 15 мм. Усики красновато-бурые. Щупики серовато-бурые, снаружи темнее и покрыты красновато-бурыми крапинками. Голова бледно-бурая, с несколькими красновато-бурыми чешуйками. Грудь серовато-бурая, покрытая красновато-бурыми. Передние крылья беловато-бурые в многочисленных тёмно-коричневых чешуйках. В основании крыла чешуйки образуют тёмно-коричневое пятно. Задние крылья и реснички по их краю серовато-коричневые. Брюшко сверху тёмно-серовато-коричневое, снизу беловатое. Ноги бледно-пепельные, с лёгким рыжевато-серым оттенком.

## Распространение
Встречается на острове Оаху в горах Ваианаэ. Обитает на высоте около 900 м над уровнем моря.